# Pinell de Solsonès
Pinell de Solsonès – gmina w Hiszpanii, w prowincji Lleida, w Katalonii, o powierzchni 90,97 km². W 2011 roku gmina liczyła 210 mieszkańców.